# Воля-Ґутовська
Воля-Ґутовська (пол. Wola Gutowska) — село в Польщі, у гміні Єдлінськ Радомського повіту Мазовецького воєводства.
Населення — 339 осіб (2011).

## Демографія
Демографічна структура станом на 31 березня 2011 року:
|          | Загалом | Допрацездатний вік | Працездатний вік | Постпрацездатний вік |
| -------- | ------- | ------------------ | ---------------- | -------------------- |
| Чоловіки | 162     | 48                 | 107              | 7                    |
| Жінки    | 177     | 47                 | 108              | 22                   |
| Разом    | 339     | 95                 | 215              | 29                   |